# Роллінг-Гіллс-Естейтс (Каліфорнія)
Роллінг-Гіллс-Естейтс (англ. Rolling Hills Estates) — місто (англ. city) в США, в окрузі Лос-Анджелес штату Каліфорнія. Населення — 8280 осіб (2020).

## Географія
Роллінг-Гіллс-Естейтс розташований за координатами 33°46′51″ пн. ш. 118°19′31″ зх. д. / 33.78083° пн. ш. 118.32528° зх. д. (33.780959, -118.325312).  За даними Бюро перепису населення США в 2010 році місто мало площу 9,36 км², з яких 9,24 км² — суходіл та 0,11 км² — водойми.

## Демографія
Згідно з переписом 2010 року, у місті мешкало 8067 осіб у 2965 домогосподарствах у складі 2375 родин. Густота населення становила 862 особи/км².  Було 3100 помешкань (331/км²).
Расовий склад населення:
| - 67,7 % — білих - 24,9 % — азіатів - 1,4 % — чорних або афроамериканців - 0,2 % — корінних американців - 0,1 % — вихідців з тихоокеанських островів - 1,5 % — осіб інших рас |

До двох чи більше рас належало 4,2 %. Частка іспаномовних становила 6,2 % від усіх жителів.
За віковим діапазоном населення розподілялося таким чином: 23,4 % — особи молодші 18 років, 53,4 % — особи у віці 18—64 років, 23,2 % — особи у віці 65 років та старші. Медіана віку мешканця становила 48,5 року. На 100 осіб жіночої статі у місті припадало 93,0 чоловіків;  на 100 жінок у віці від 18 років та старших — 89,2 чоловіків також старших 18 років.
Середній дохід на одне домашнє господарство  становив 178 903 долари США (медіана — 137 500), а середній дохід на одну сім'ю — 199 036 доларів (медіана — 157 784). Медіана доходів становила 148 281 долар для чоловіків та 81 083 долари для жінок. За межею бідності перебувало 5,4 % осіб, у тому числі 7,3 % дітей у віці до 18 років та 2,9 % осіб у віці 65 років та старших.
Цивільне працевлаштоване населення становило 3364 особи. Основні галузі зайнятості: освіта, охорона здоров'я та соціальна допомога — 19,8 %, виробництво — 17,9 %, науковці, спеціалісти, менеджери — 15,0 %.